# Église Saint-Jean-Baptiste du Plessis-Robinson
L'église Saint-Jean-Baptiste, anciennement sous le vocable de Sainte-Marie-Madeleine (jusqu'en 1966), est une église située sur la commune du Plessis-Robinson, dans les Hauts-de-Seine, en France. Elle est située entre la place de la Mairie et l'avenue du Général-Leclerc.
Le clocher de cette église fait l'objet d'une inscription au titre des monuments historiques depuis le 10 avril 1929.

## Historique

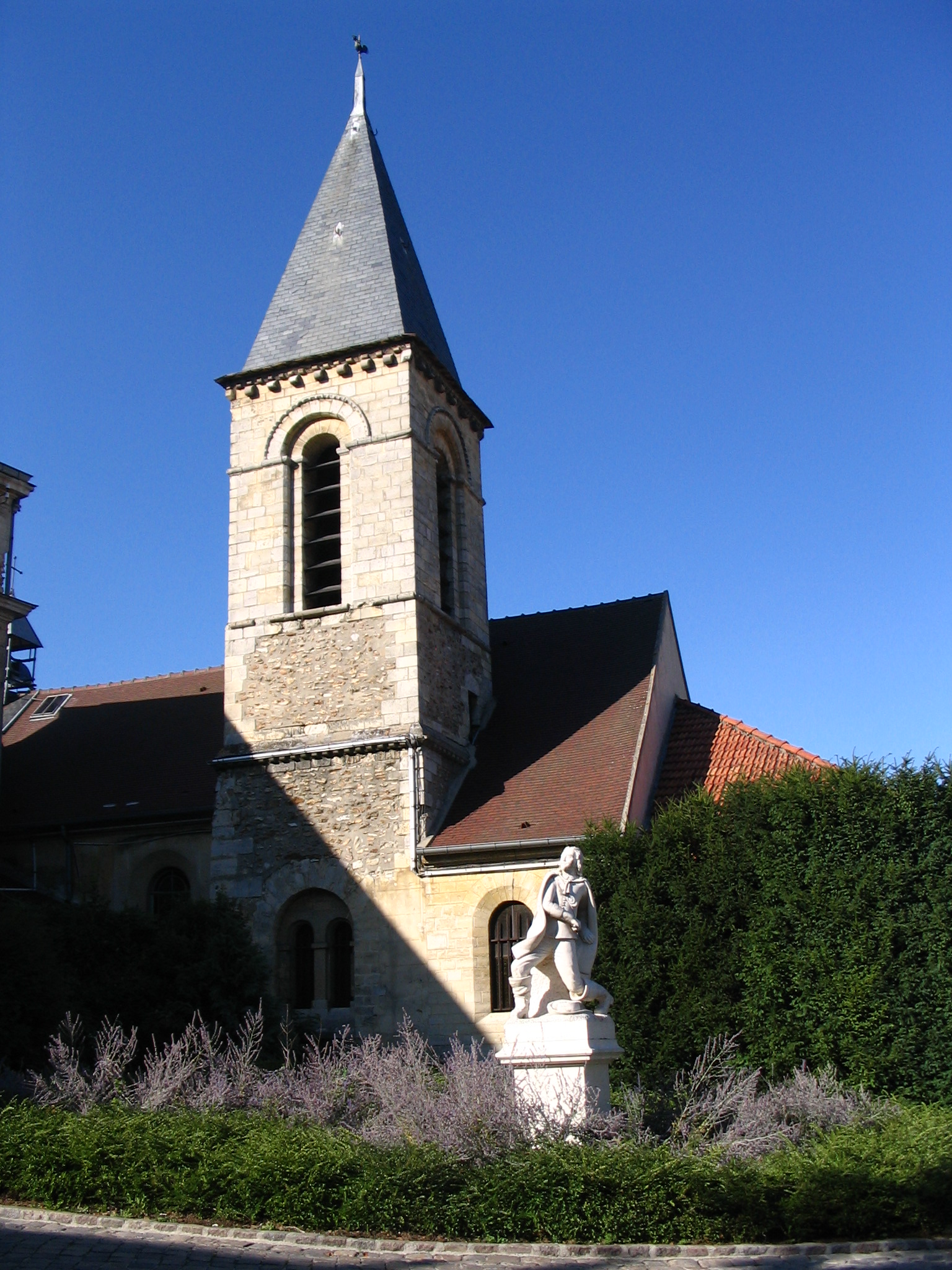
L'église Saint-Jean-Baptiste.

Le clocher est roman, du XIIe siècle, donc peut-être contemporain de la charte de fondation de 1112 quand l'église du Plessis est établie par le pieux Barthélémy et sa femme. À souche carrée, il est dépourvu de contreforts et présente, sur chaque face, une longue baie en plein cintre, non géminée, formule peu fréquente. Sa flèche moderne repose sur de petits corbeaux anciens.
Au XVIIIe siècle, l'église tombant en ruine, elle fut reconstruite par le curé François de la Garde, à ses frais, en 1737.
À partir des années 1920, l'augmentation de la population, liée à la construction de la cité-jardin, rend l'église exigüe. En 1949-1950, elle est remaniée et agrandie grâce à une donation des Chantiers du Cardinal et par les soins de l'architecte Henri Vidal. L'ancienne nef devient le narthex de la nouvelle église orientée au nord (en béton) et l'ancien chœur devient la sacristie.

## Mobilier
Du XVIIe siècle subsiste une Vierge à l'Enfant, venue peut-être de l'ancien couvent Saint-Étienne des Feuillants de Plessis-Piquet. Invoquée sous le nom de Notre-Dame de Bon Secours, elle a peut-être succédé à la statue « miraculeuse » surnommée Notre-Dame de la Quinte, qui était censée soulager les enfants de la coqueluche.
Du XVIIe siècle aussi subsiste un saint Jérôme (le drapé, les rochers, la plume et le papier) peint par Philippe Mercier.
Dans la nef un tableau de Philippe Mercier :  Saint-Thomas convaincu  par Jésus au Cénacle, l'autre dans le chœur :  Un moine au désert
Dans la sacristie (l'ancien chœur), le retable du maître-autel en stuc peint est orné d'un triptyque mettant en scène sur le panneau de l'épître  L'Adoration des mages arrivant à l'Étable, celui du centre :  La Vierge tend l'Enfant Jésus à ces rois en adoration, et dans celui de l'Évangile :  Des bergers écoutent des anges  leur annonçant la bonne nouvelle, peint par James Odier, peintre amateur et châtelain du Plessis de 1827 à 1853, maire de 1829 à 1831.

## Plaques de commémoration
Jean Lebeuf, en 1754-1758, avait relevé les inscriptions de trois tombes :
« Cy gist […] Guiart du Plessis, Escuier, qui trespassa le premier jour d'Aout l'an M.CCC.XVII. Priez pour l'ame de li. Et ici git Damoiselle Genevieve de la Faoe laquelle trespassa l'an M.CCC.XXXVI, le Mercredi de ».
« Cy gist noble homme Nicolas Charles Escuyer et Seigneur du Plessys & de Grandfontaine, lequel trespassa l'an milV.C… Aussi gist Damoiselle Jehanne Bochar, en son vivant femme dudit Seigneur, laquelle trespassa le XXVII jour de décembre l'an M. Vc Lvi ».
« Cy gist haut & très puissant Seigneur Monseigneur Pierre de Montefquiou, comte d'Artaignan, Maréchal de France, Général des armées du roy, Conseiller du Conseil de Régence, Gouverneur des Ville, Cité & Citadelle d'Arras, Chevalier Commandeur des Ordres de Sa Majesté, décédé dans son Château du Plessis-Picquet le 12 août 1725 âgé de 71 ans 6 mois. Req. in pace ».
René Potier avait découvert dans un petit réduit près de l'église, non loin de la tribune l'inscription suivante sous une tête de mort croisée de deux fémurs brisés:
« Les Marguilliers de cette Église sont tenus et obligez de faire dire et de célébrer par chacun an à pptuité le XVIIe, 10r de Janvier un service complet de III Haultes Messe de Requié et la veille vigiles recômandaces et oraisons accoutumées por le repos de lame de defûte Dame Françoise Le Quin au Jour de son deceds Veufve de défût Sr Claude Cambray Moyennant 10 livres tz de Rente pae Lad. defunte Leguée a lad, église, ainsi que plus au long est porté par le contrat sur ce passé par devât de St Vaast le Jeune et son compagnon Nore au Clet de Paris le XVIe Janvier 1669. Requiescat in pace »
Les travaux de 1949 n'ayant pas été précédés de fouilles, l'emplacement de ces trois tombes reste inconnu. Aujourd'hui, on voit deux plaques :
- une datée de 1669, très lisible, pour le repos de l'âme de défunte dame Françoise Le Quin, veuve du seigneur de Cambray ;
- une autre datée de 1959, pour conserver la mémoire du susdit maréchal Pierre de Montesquiou.

Vues de l'église
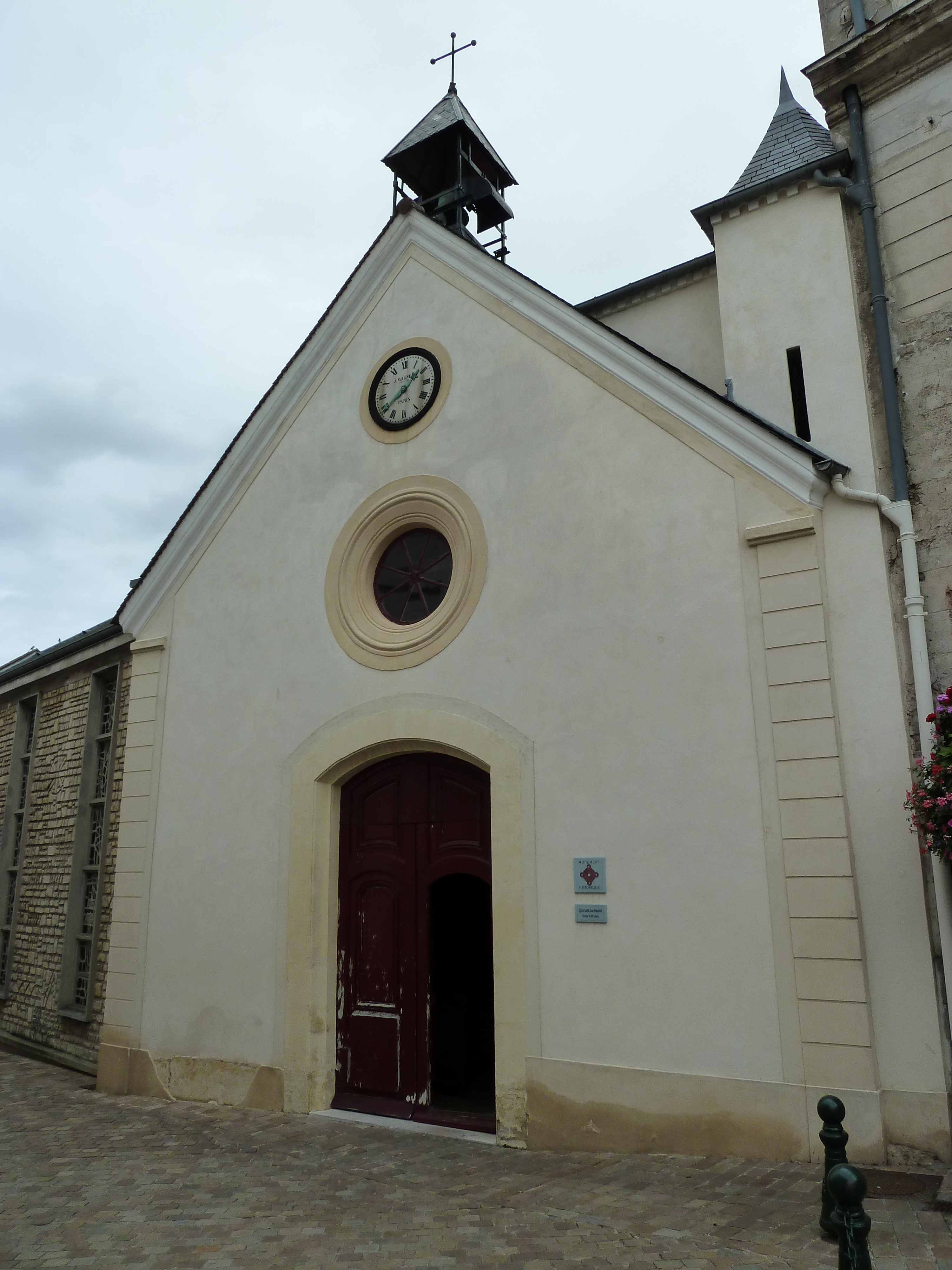
L'entrée.
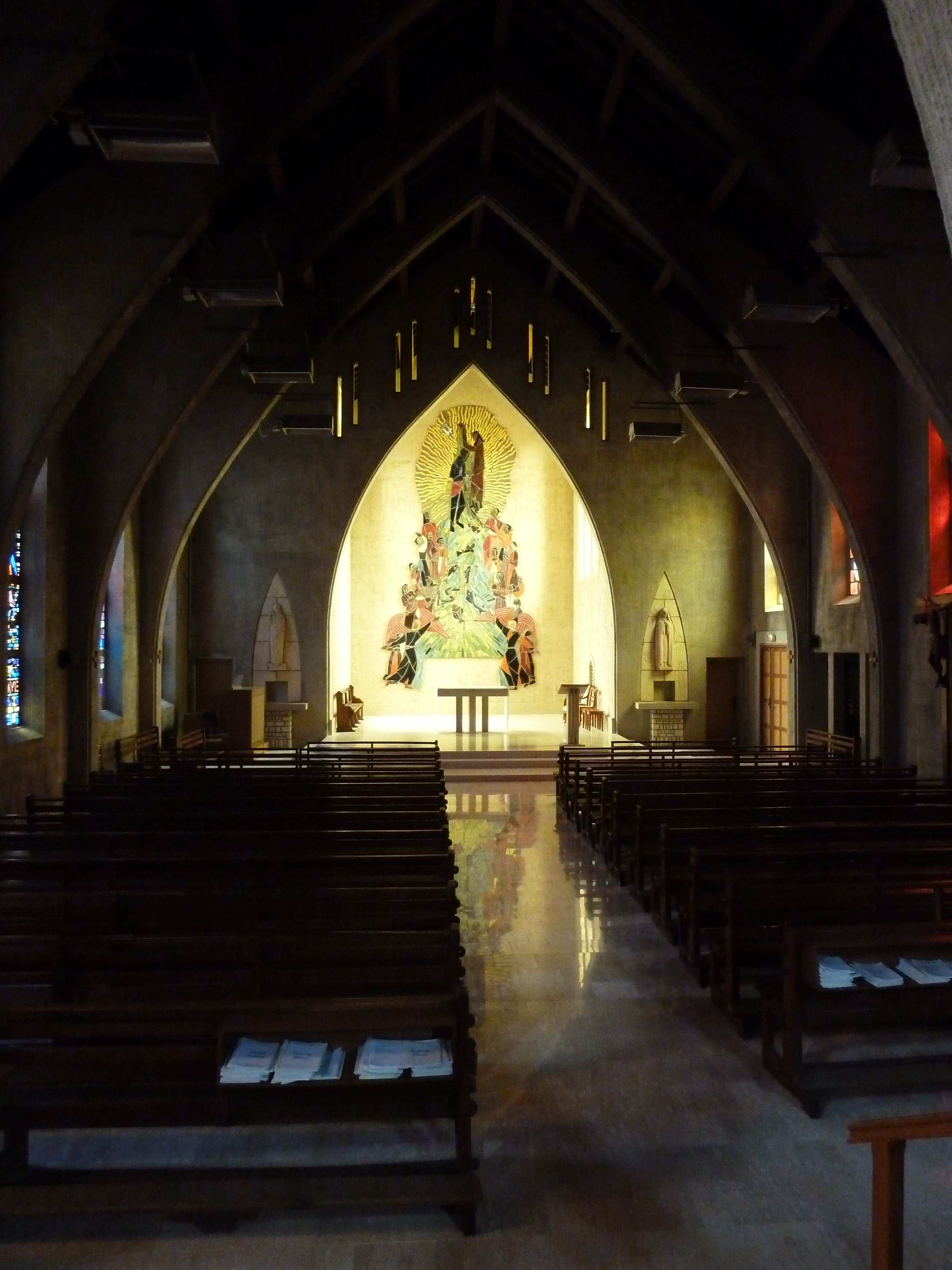
L'intérieur.
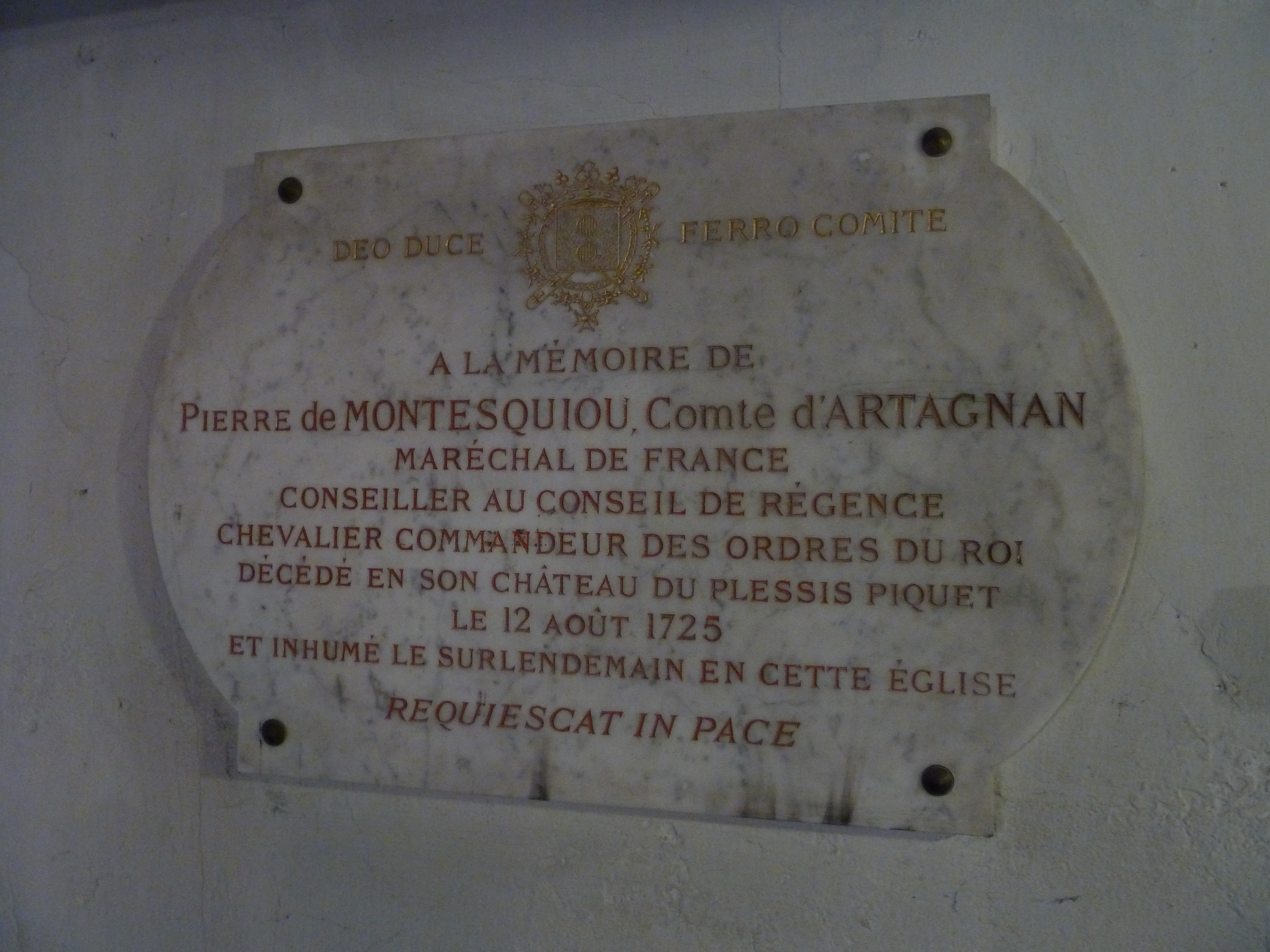
Plaque de 1959

## Liste de curés
- 1562 : Jacques Naudot, prêtre bachelier en théologie, principal des grammairiens du collège de Navarre, curé de cette paroisse qui consent un bail pour quatre ans en date du 23 février 1562 à Jean Pinage, prêtre vicaire du Plessis, moyennant 70 livres de revenus de la cure de Sainte-Marie-Madeleine-du-Plessis-Raoul ou Piquet[4].
- Entre 1569-1573. Denis Parreau prêtre qui avait reçu la cure du Plessis-Piquet au diocèse de Paris se désiste et permute réciproquement avec Jacques Naudot licencier en théologie, principal des grammairiens du Collège de Navarre qui avait reçu la Chapelle Saint-Sauveur de Francières au diocèse de Beauvais (Oise)[5].
- 1566-1569 : Richard Boisson, prêtre, promesse faite par lui à Jacques Naudot de desservir la cure comme vicaire pendant trois ans de la Saint-Jean-Baptiste 1566 moyennant les émoluments provenant du creux et de dedans l'église et 35 livres par an[6]
- 1613-1632 : Denis Dodillon[7] ,[8]
- 1700 : L. Bodin, c'est lui qui bénit le mariage de Pierre de Montesquiou d'Artagnan, le 23 mars 1700 en cette église[9].
- 1725 : L. Pinchault de la Marsillière, officie au funérailles de Pierre de Montesquiou d'Artagnan[10]
- 1753 : Simon Lefran bénit la cloche nouvellement fondue, offerte par le comte d'Eu[11].
- 1765-1792 : Jean Dumaine, prête le serment, puis se rétracte, il est alors chassé par la Révolution[12].
- 1793 : l'abbé Jean Fauvet vicaire de Fontenay, élu après avoir prêté le serment révolutionnaire[13].
- 1807 : Abbé Rolland, actif à cette date, remplace avec l'abbé Filastre de l'église Saint-Hermeland de Bagneux de juillet à octobre  1815 l'abbé Nicolas Blanchard, curé de l'église Saint-Gilles de Bourg-la-Reine mort le 26 juin 1815[14]
- 1945 : Abbé Comin, curé, résistant et adjoint au maire[15]
- 2003-2012 : Marc Ketterer.
- 2019 : Jean-Emmanuel  Gouze, actif à cette date.

## Propriétés, revenus
- 3 arpents et 20 perches de terre labourable au Plessis-Raoul dit Piquet et 1 quartier de vigne même lieu misent ensemble à bail par Jacques Naudot curé du lieu pour une durée de 9 ans moyennant 20 livres de la Saint-Martin 1565 à Michel Larbonnyer laboureur y demeurant et Marin Le Conte  charpentier au même lieu[16].

### Inventaire de 1790
Les revenus sont de 263 livres et 15 sols pour des charges de 259 livres et 10 sols un calice, un ostensoir, un ciboire, des vases pour les saintes huiles, le tout en argent